# Liste des autoroutes de la Géorgie
Cet article dresse la liste des autoroutes en Géorgie.

Réseau autoroutier géorgien (en rouge)

## Liste des routes
| Nom | Nom | Route européenne | Itinéraire                           | Longueur (km) |
| --- | --- | ---------------- | ------------------------------------ | ------------- |
|     | S1  |                  | Tbilissi - Senaki - Leselidze        | 552           |
|     | S2  |                  | Senaki - Poti - Sarpi                | 119           |
|     | S3  |                  | Mtskheta - Stepantsminda - Larsi     | 139           |
|     | S4  |                  | Tbilissi - Pont Rouge                | 57            |
|     | S5  |                  | Tbilissi – Bakurtsikhe – Lagodekhi   | 160           |
|     | S6  |                  | Ponichala – Marneouli – Guguti       | 98            |
|     | S7  |                  | Marneouli – Sadakhlo                 | 34            |
|     | S8  |                  | Khachouri – Akhaltsikhé – Valé       | 97            |
|     | S9  |                  | Contournement de Tbilissi            | 49            |
|     | S10 |                  | Gori – Tskhinvali – Djava – Roki     | 92,5          |
|     | S11 |                  | Akhaltsikhé – Ninotsminda            | 112           |
|     | S12 |                  | Samtredia - Lantchkhouti - Grigoleti | 57            |
|     | S13 |                  | Akhalkalaki - Kartsakhi              | 36,5          |